# テルミドール (料理)
テルミドール（Thermidor）は、ワインソースで煮込んだロブスターなどのエビの身をその殼に詰めて焼いた、フランス発祥の料理である。ソースは一般に卵黄とブランデーが加えられる。オリジナルのレシピでは、ソースにマスタード（一般には粉マスタード）が加えられる。高価な材料が使われ、作るのにも手間がかかることから、特別な日のための料理とみなされている。

## 歴史
この料理のレシピは、パリの料理人レオポルド・ムーリエによって考案されたものである。1891年1月、フランス革命時の「テルミドールのクーデター」を題材としたヴィクトリアン・サルドゥの舞台作品『テルミドール』がコメディ・フランセーズで上演されたが、その内容から賛否両論となり、2回目の上演の後、当局により以降の上演を禁止された。ムーリエは、この作品の名前を料理の名前につけた。なお、ムーリエの師匠のオーギュスト・エスコフィエによりレシピが作られたとする説もあるが、当時エスコフィエはパリにはいなかった。この料理を最初に出した店については、「カフェ・ド・パリ」、「シェ・マリー」、「メゾン・メール」など諸説ある。『テルミドール』は5年後の1896年に、「メゾン・メール」の近くのラ・ポルト・サン＝マルタン劇場で再演されたが、そのときにはこの料理はすでに定着していた。
メゾン・メールでムーリエが出していたテルミドールは、トマト、カイエン、ブランデーで作ったソースにイングリッシュ・マスタードを添えて提供されていた。ロンドンの初期のレシピでも、イングリッシュ・マスタードが使われている。初期のアメリカのレシピでは、トマト、カイエン、マスタードを使わず、ベアルネーズソースでとろみをつけたクリームソースにすりおろしたチーズを掛けている。ニューバーグソースで供されることもあるが、これにトマトを加えたものはロブスター・ニューバーグとして区別される。